# 寇星昌
寇星昌（英語：Samuel Kou，1974年—），美国华裔统计学家，哈佛大学教授。

## 生平
寇星昌于1993年自甘肃省兰州第一中学毕业后，进入北京大学数学系学习。1997年毕业，赴美国斯坦福大学留学，师从著名统计学家布拉德利·埃弗龙（Bradley Efron）。2001年获博士学位。此后一直任教于哈佛大学。2005年成为John L. Loeb自然科学副教授。2008年起任哈佛大学终身教授。
寇星昌是美国统计学会会士（2007年）、国际统计学会会员（2011年），2012年获统计学界的最高奖“考普斯会长奖”。